# Коломбиа
Клуб Спорт „Коломбиа“ (на испански: Club Sport Colombia) е парагвайски футболен отбор от град Фернандо де ла Мора. Основан е на 11 януари 1924 г. Шесткратен шампион на Втора дивизия.

## Успехи
- 6х Шампион на Втора дивизия: 1940, 1944, 1945, 1950, 1985 и 1992
- 3х Шампион на Трета дивизия: 1944, 1969 и 2007

## Играчи

### Известни бивши играчи
- Гуидо Алваренга
- Касиано Делвайе